# Ingrid Scheffer
Ingrid Eileen Scheffer (Melbourne, 21 dicembre 1958) è una neurologa pediatrica australiana, ricercatrice senior al Florey Institute of Neuroscience and Mental Health. Ha contribuito a numerosi progressi nell'ambito della ricerca sull'epilessia. Ha inoltre descritto e classificato nuove sindromi epilettiche come l'Epilessia femminile con ritardo mentale.

## Biografia
Ingrid Scheffer è nata a Melbourne il 21 dicembre 1958. Ha terminato le scuole superiori in un College Metodista per Ragazze nel 1976. Ha frequentato la Monash University, in cui si è laureata con una Laurea in Medicina e Chirurgia (MBBS) nel 1983. Ha poi conseguito il suo Dottorato in Neurologia all'università di Melbourne nel 1998.

### Lavoro con l'epilessia
Oltre ad aver contribuito alla definizione della natura dell'epilessia, Ingrid ha lavorato alla caratterizzazione di nuove sindromi epilettiche, dall'infanzia alla vita adulta, che le hanno permesso di definire trattamenti e diagnosi appropriati, come per la Sindrome di Dravet e la forma di epilessia femminile con ritardo mentale. Il suo lavoro ha contribuito alla definizione di counceling accurato.

## Premi ed onorificenze
- L'Oréal-UNESCO Awards for Women in Science (2012)[3]
- Prime Minister's Prize for Science (2014)[4]
- Eletta Fellow of the Australian Academy of Health and Medical Sciences[5]
- Eletta Fellow of the Royal Society (FRS) nel 2018[6]